# ستيفان كوفاك
ستيفان كوفاك هو لاعب كرة قدم صربي في مركز الوسط، ولد في 14 يناير 1999 في بلغراد في صربيا. لعب مع نادي تشوكاريتشكي.

## وصلات خارجية
- ستيفان كوفاك على موقع الاتحاد الأوربي (الإنجليزية)
- ستيفان كوفاك على موقع قاعدة بيانات كرة القدم.إي يو (الإنجليزية)
- ستيفان كوفاك على موقع بيانات كرة القدم. دي إي (الألمانية)
- ستيفان كوفاك على موقع Soccerbase.com (لاعب) (الإنجليزية)
- ستيفان كوفاك على موقع Soccerway.com (الإنجليزية)
- ستيفان كوفاك على موقع عالم كرة القدم.نت (الإنجليزية)